# Équipe de Chypre masculine de basket-ball
Cet article traite de l'équipe masculine. Pour l'équipe féminine, voir Équipe de Chypre féminine de basket-ball.
Maillots
L'équipe de Chypre masculine de basket-ball (en grec : Εθνική ομάδα μπάσκετ της Κύπρου) est l'équipe nationale qui représente Chypre dans les compétitions internationales masculine de basket-ball. Elle est placée sous l'égide de la Fédération chypriote de basket-ball. L'équipe est affiliée à la FIBA depuis 1974.
Chypre a principalement participé à des compétitions de moindre envergure, comme les Jeux des Petits États d'Europe, qu'elle a remportés à neuf reprises. Cependant, Chypre fera ses débuts à l'EuroBasket, la plus grande compétition continentale, en tant que co-organisateur en 2025.

## Parcours aux Jeux olympiques
- 1936 : Non qualifiée
- 1948 : Non qualifiée
- 1952 : Non qualifiée
- 1956 : Non qualifiée
- 1960 : Non qualifiée
- 1964 : Non qualifiée
- 1968 : Non qualifiée
- 1972 : Non qualifiée
- 1976 : Non qualifiée
- 1980 : Non qualifiée
- 1984 : Non qualifiée
- 1988 : Non qualifiée
- 1992 : Non qualifiée
- 1996 : Non qualifiée
- 2000 : Non qualifiée
- 2004 : Non qualifiée
- 2008 : Non qualifiée
- 2012 : Non qualifiée
- 2016 : Non qualifiée

## Parcours aux Championnats du Monde

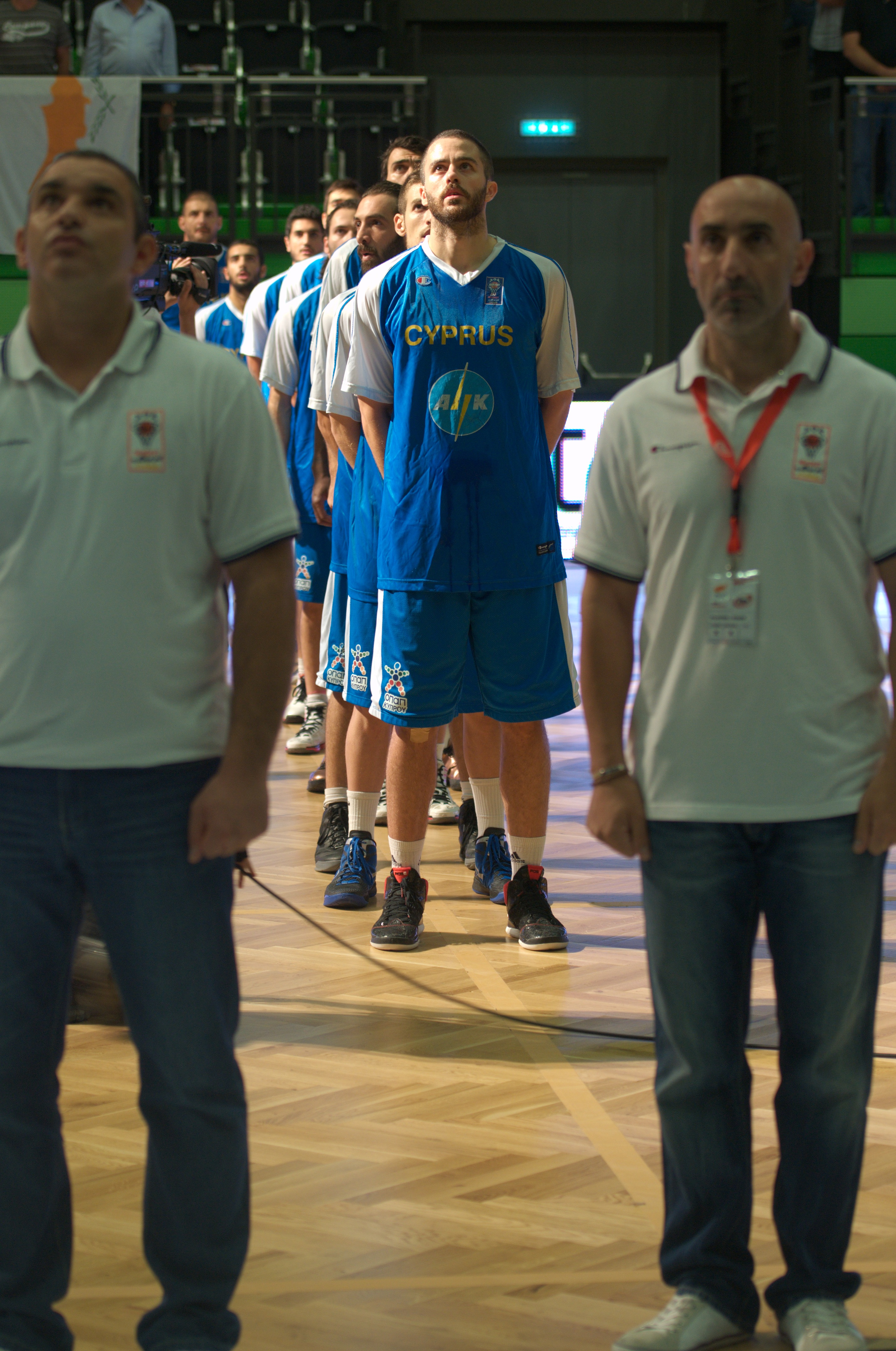
Les joueurs de l'équipe nationale en 2012 lors de l'hymne, avant un match de qualification pour l'Euro 2013 contre l'Autriche

- 1950 : Non qualifiée
- 1954 : Non qualifiée
- 1959 : Non qualifiée
- 1963 : Non qualifiée
- 1967 : Non qualifiée
- 1970 : Non qualifiée
- 1974 : Non qualifiée
- 1978 : Non qualifiée
- 1982 : Non qualifiée
- 1986 : Non qualifiée
- 1990 : Non qualifiée
- 1994 : Non qualifiée
- 1998 : Non qualifiée
- 2002 : Non qualifiée
- 2006 : Non qualifiée
- 2010 : Non qualifiée
- 2014 : Non qualifiée

## Parcours en Championnat d'Europe
Voici le parcours  en Championnat d'Europe :
- 1935 : Non qualifiée
- 1937 : Non qualifiée
- 1939 : Non qualifiée
- 1946 : Non qualifiée
- 1947 : Non qualifiée
- 1949 : Non qualifiée
- 1951 : Non qualifiée
- 1953 : Non qualifiée
- 1955 : Non qualifiée
- 1957 : Non qualifiée
- 1959 : Non qualifiée
- 1961 : Non qualifiée
- 1963 : Non qualifiée
- 1965 : Non qualifiée
- 1967 : Non qualifiée
- 1969 : Non qualifiée
- 1971 : Non qualifiée
- 1973 : Non qualifiée
- 1975 : Non qualifiée
- 1977 : Non qualifiée
- 1979 : Non qualifiée
- 1981 : Non qualifiée
- 1983 : Non qualifiée
- 1985 : Non qualifiée
- 1987 : Non qualifiée
- 1989 : Non qualifiée
- 1991 : Non qualifiée
- 1993 : Non qualifiée
- 1995 : Non qualifiée
- 1997 : Non qualifiée
- 1999 : Non qualifiée
- 2001 : Non qualifiée
- 2003 : Non qualifiée
- 2005 : Non qualifiée
- 2007 : Non qualifiée
- 2009 : Non qualifiée
- 2011 : Non qualifiée
- 2013 : Non qualifiée
- 2015 : Non qualifiée
- 2017 : Non qualifiée
- 2022 : Non qualifiée
- 2025 : Qualifié d'hôte